# Lučnjak
Koordinati:   42°57′42″N, 17°10′16″E
Lučnjak je majhen nenaseljen otoček v Jadranskem morju. Pripada Hrvaški.
Lučnjak leži v Pelješkem kanalu okoli 0,7 km SSV od otočka Badija in okoli 1,7 km JJZ od mesta Orebić na polotoku Pelješac. Površina otočka meri 0,012 km². Dolžina obalnega pasu je 0,41 km.